# Timo Leibig
Timo Leibig (* 17. März 1985 in Gunzenhausen) ist ein deutscher Schriftsteller in den Genres Thriller, Kriminalroman, Fantasy und Science-Fiction.

## Leben und Werk
Timo Leibig wurde in Gunzenhausen geboren, wuchs in Pleinfeld auf und besuchte in Weißenburg in Bayern das Werner-von-Siemens-Gymnasium. Nach dem Abitur studierte er Design (mit den Schwerpunkten Interaktionsdesign und verbale Kommunikation) an der Technischen Hochschule Nürnberg Georg Simon Ohm. Er arbeitete anschließend als Gamedesigner, freiberuflicher Webdesigner und im Projektmanagement.
2013 veröffentlichte er seinen Debütroman Blut und Harz im Selbstverlag. Weitere Romane der Spannungsliteratur folgten. Den Durchbruch schaffte er 2015 mit dem Thriller Mädchendurst, 2017 folgte ein Verlagsvertrag mit Penhaligon Verlag, einem Imprint von Random House. Er ist somit Hybridautor, der sowohl im Verlag als auch im Selfpublishing veröffentlicht. Sein dystopischer Thriller Nanos – Sie bestimmen, was du denkst wurde Anklopfer für die Spiegel-Bestsellerliste. 2019 wurde der Thriller ins Tschechische übersetzt und erschien beim Verlag FOBOS. Im Jahr 2020 wurde eine Bühnenfassung des Kriminalromans Blasse Spuren in der Lunabühne Weißenburg unter der Regie von Thomas Hausner uraufgeführt. Viele seiner Werke wurden von Audible als Hörbücher umgesetzt, gelesen von Uve Teschner, Lisa Boos und Max Hofmann.
Darüber hinaus las Timo Leibig beim Krimifestival Mord am Hellweg sowie beim Braunschweiger Krimifestival, bei den Lübbecker Krimitagen, auf dem Rosenheimer Fantasy-Lesefestival und auf diversen anderen Veranstaltungen.
Unter dem Pseudonym Matthias Elling veröffentlichte Leibig im Juni 2023 den Thriller Trance: Eure Zeit läuft ab im Ullstein Verlag.
Zusammen mit der Ärztin Frau Dr. med. Saskia Schadow veröffentlichte Timo Leibig im Jahr 2023 die Medizin-Thriller-Reihe Evolution, bestehend aus den zwei Büchern Evolution: Erste Stufe und Evolution: Nächste Stufe. Medizinische Innovationen wie das Genom-Editing werden spannend aufbereitet beleuchtet.
Zusammen mit dem Science-Fiction Autoren Brandon Q. Morris (Matthias Matting) veröffentlichte Timo Leibig die Science-Fiction-Reihe Das Tor.
Timo Leibig lebt in Lindau am Bodensee als hauptberuflicher Schriftsteller.

## Preise und Auszeichnungen
- 2023 Nominiertenliste Deutscher Science-Fiction Preis mit Reaktor, Kategorie: Bester deutschsprachiger Roman[14]
- 2023 Shortlist Krefelder Preis für Fantastische Literatur mit Die Herrin der Regenmacher[15]
- 2023 Nominiertenliste Phantastik-Literaturpreis SERAPH mit Reaktor, Kategorie: Bester Independent-Titel[16]
- 2022 Shortlist Skouts-Award mit Lost Moon: Erdenstürme, Kategorie: Science Fiction[17]
- 2021 Nominiertenliste Phantastik-Literaturpreis SERAPH mit Das verwunschene Turnier, Kategorie: Bester Independent-Titel[18]
- 2020 Shortlist Krefelder Preis für Fantastische Literatur mit NANOS – Sie bestimmen, was du denkst[19]
- Anklopfer mit NANOS – Sie bestimmen, was du denkst für die SPIEGEL-Bestsellerliste (RANG 39)
- 2019 Longlist Phantastik-Literaturpreis SERAPH mit NANOS – Sie bestimmen, was du denkst, Kategorie: Bestes Buch
- 2019 Longlist Skouts-Award mit NANOS – Sie bestimmen, was du denkst, Kategorie: Thriller & Science Fiction
- 2018 Shortlist Phantastik-Literaturpreis SERAPH mit Die Chroniken von Eduschée, Kategorie: Bester Independent-Titel
- 2017 Midlist Deutscher Selfpublishing Preis mit Totenschmaus
- 2017 Longlist Skouts-Award mit Grenzgänger

## Publikationen

### Romane
Science-Fiction
- Lost Moon: Erdenstürme, Science Fiction Thriller, Selfpublishing 2021.[20]
- Reaktor: Science Fiction Thriller, Selfpublishing 2022.[21]

Die Sandmafia (Science-Fiction)
1. Red Exile: Die Flucht, Science Fiction Thriller, Selfpublishing 2022.[22]
2. Blue Exile: Die Jagd, Science Fiction Thriller, Selfpublishing 2022.[23]

Nanos-Trilogie (Science-Fiction)
1. Nanos – Sie bestimmen, was du denkst / Die Nanos-Mission, Penhaligon Verlag 2018, ISBN 978-3-7645-3190-4.
2. Nanos – Sie kämpfen für die Freiheit / Die Nanos-Rebellion, Penhaligon Verlag 2019, ISBN 978-3-7645-3226-0.
3. Nanos – Sie bestimmen wann du stirbst, Selfpublishing 2022.

Jundar-Chroniken (Fantasy)
1. Der Zorn der Regenmacher. Penhaligon Verlag 2021, ISBN 978-3-7645-3242-0.
2. Die Herrin der Regenmacher. Penhaligon Verlag 2022, ISBN 978-3-7645-3243-7.

Goldmann und Brandner (Thriller)
1. Mädchendurst, Selfpublishing 2015, ISBN 978-3-96111-656-0.
2. Fußabschneider, Selfpublishing 2015, ISBN 978-3-96111-655-3.
3. Totenschmaus, Selfpublishing 2016, ISBN 978-3-96111-654-6.
4. Grenzgänger, Selfpublishing 2017, ISBN 978-3-96111-653-9.
5. Fang den Tod, Selfpublishing 2017, ISBN 978-3-96111-652-2.
6. Totenfahrt, Selfpublishing 2020, ISBN 978-3-96698-888-9.

Leonore Goldmann ermittelt (Krimi)
1. Nacht im März, Selfpublishing 2018.
2. Blasse Spuren, Selfpublishing 2019.
3. Stiller Hof, Selfpublishing 2020.

Fantasy
- Rache der Magd, Selfpublishing 2016, ISBN 978-3-96698-665-6. Überarbeitete Fassung. Erstveröffentlicht unter dem Titel Eduschée – Erbarmungslose Welt von Timothy Dawson.
- Das verwunschene Turnier, Selfpublishing 2020, ISBN 978-3-96698-666-3.

Medizin-Thriller
Zusammen mit Saskia Schadow
- Evolution: Erste Stufe. Belle Epoque Verlag, Dettenhausen 2023, ISBN 978-3-96357-313-2.
- Evolution: Nächste Stufe. Belle Epoque Verlag, Dettenhausen 2024, ISBN 978-3-96357-314-9.

Einzelromane
- Blut und Harz. Mysterythriller, Selfpublishing 2013.
- Wenn Böses spielt. Psychothriller, Selfpublishing 2014.
- Lerne zu fürchten. Die Akademie des Todes. Thriller, Selfpublishing 2021.
- Der Liebesmörder. Thriller, Selfpublishing 2019.
- Unter dem Pseudonym Matthias Elling: Trance. Eure Zeit läuft ab. Agententhriller. Ullstein Taschenbuch Verlag, 2023.

### Hörbücher
- Baal, Audible Original, gelesen von Vera Teltz, 2023.[24]
- Der Zorn der Regenmacher, Penhaligon Verlag 2021, gelesen von Susanne Schroeder, 2021.
- Nanos – Sie bestimmen, was du denkst, Penhaligon Verlag, gelesen von Uve Teschner, 2018.
- Nanos – Sie kämpfen für die Freiheit, Penhaligon Verlag, gelesen von Uve Teschner, 2019.
- Nacht im März, Hörbuchmanufaktur Berlin, gelesen von Lisa Boos, 2020.
- Blasse Spuren, Hörbuchmanufaktur Berlin, gelesen von Lisa Boos, 2020.
- Der Liebesmörder, Hörbuchmanufaktur Berlin, gelesen von Max Hofmann, 2020.

### Zeitschriften
- Erfolgsmodell Hybridautor*in. In: der selfpublisher Nr. 19/2020.[25]